# K League 1998
Die K-League 1998 war die sechstzehnte Spielzeit der höchsten südkoreanischen Fußballliga.  Die Liga bestand aus zehn Vereinen. Sie spielten jeweils zweimal gegeneinander.
In dieser Saison gab es neue Punkteregeln. Für einen Sieg gab es 3 Punkte, für einen Sieg durch ein "Golden Goal" gab es 2 Punkte, für einen Sieg durch Elfmeterschießen 1 Punkt.

## Teilnehmende Mannschaften
folgende Mannschaften nahmen an der K-League 1998 teil:
| Verein                  | Ort       | Gründungsjahr | Heimspielstätte               | Vorjahresplatzierung |
| ----------------------- | --------- | ------------- | ----------------------------- | -------------------- |
| Bucheon SK              | Bucheon   | 1982          | Mokdong-Stadion               | 10. Platz            |
| Anyang LG Cheetahs      | Anyang    | 1983          | Anyang-Stadion                | 9. Platz             |
| Cheonan Ihlwa Chunma    | Cheonan   | 1989          | Cheonan-Oryong-Stadion        | 8. Platz             |
| Pohang Steelers         | Pohang    | 1973          | Steel-Yard-Stadion            | 4. Platz             |
| Pusan Daewoo Royals     | Busan     | 1979          | Busan-Gudeok-Stadion          | Meister              |
| Ulsan Hyundai Horang-i  | Ulsan     | 1983          | Ulsan-Gongseol-Stadion        | 3. Platz             |
| Chonbuk Hyundai Dinos   | Jeonju    | 1995          | Jeonju-Stadion                | 6. Platz             |
| Chunnam Dragons         | Gwangyang | 1995          | Gwangyang-Fußballstadion      | Vizemeister          |
| Suwon Samsung Bluewings | Suwon     | 1996          | Suwon-Stadion                 | 5. Platz             |
| Daejeon Citizen         | Daejeon   | 1997          | Daejeon-Hanbat-Sports-Komplex | 7. Platz             |

## Abschlusstabelle
| Platz | Verein                  | Spiele | S | SG | SE | N  | Tore  | Diff. | Punkte |
| ----- | ----------------------- | ------ | - | -- | -- | -- | ----- | ----- | ------ |
| 1.    | Suwon Samsung Bluewings | 18     | 9 | 1  | 2  | 6  | 33:22 | +11   | 31     |
| 2.    | Ulsan Hyundai Horang-i  | 18     | 8 | 1  | 2  | 7  | 37:25 | +12   | 28     |
| 3.    | Pohang Steelers         | 18     | 8 | 2  | 0  | 8  | 34:23 | +11   | 28     |
| 4.    | Chunnam Dragons         | 18     | 8 | 1  | 0  | 9  | 21:20 | +1    | 26     |
| 5.    | Pusan Daewoo Royals (M) | 18     | 6 | 1  | 3  | 8  | 27:22 | +5    | 25     |
| 6.    | Chonbuk Hyundai Dinos   | 18     | 8 | 0  | 1  | 9  | 31:34 | −3    | 25     |
| 7.    | Bucheon SK              | 18     | 7 | 1  | 1  | 9  | 28:32 | −4    | 24     |
| 8.    | Anyang LG Cheetahs      | 18     | 6 | 2  | 1  | 9  | 28:28 | 0     | 23     |
| 9.    | Daejeon Citizen         | 18     | 3 | 2  | 1  | 11 | 20:35 | −15   | 14     |
| 10.   | Cheonan Ilhwa Chunma    | 18     | 3 | 0  | 2  | 13 | 17:32 | −15   | 11     |

| (M) | Amtierender Meister: Pusan Daewoo Royals |